# Гопкало Олена Антонівна
Олена Антонівна Гопкало (нар. 14 листопада 1922, село Любарці, тепер Бориспільського району Київської області — ?) — українська радянська діячка, ланкова колгоспу «12-річчя Жовтня» Бориспільського району Київської області. Депутат Верховної Ради СРСР 2-го скликання.

## Життєпис
Народилася в селянській родині. Член ВЛКСМ.
З 1944 року — ланкова колгоспу «12-річчя Жовтня» села Любарці Бориспільського району Київської області. Першою в УРСР після війни виростила понад 500 центнерів буряків з гектара.
Потім — на пенсії в селі Любарці Бориспільського району Київської області.